# Jelšava
Jelšava (in ungherese Jolsva, in tedesco Eltsch o Jelschau, in lstino Alnovia) è una città della Slovacchia facente parte del distretto di Revúca, nella regione di Banská Bystrica.

## Amministrazione

### Gemellaggi
- Uničov
- Tótkomlós
- Nădlac
- Szczekociny